# Saint-Brès (Gers)
Saint-Brès é uma comuna francesa na região administrativa de Occitânia, no departamento de Gers. Estende-se por uma área de 5,89 km². Em 2010 a comuna tinha 76 habitantes (densidade: 12,9 hab./km²).